# Uno che si divide in due
Lo sdoppiamento dell'uno o il principio dell'uno che si divide in due (in cinese: 一分为二) è stato l'oggetto di un dibattito ideologico tenutosi in Cina nel 1964 il cui concetto veniva trattato inizialmente nei Quaderni filosofici di Lenin. Il filosofo Yang Xianzhen aveva concepito l'idea del "due che si uniscono in uno" come la legge primaria della dialettica. I maoisti ne interpretarono il significato esopico secondo il quale il capitalismo si sarebbe potuto unire al socialismo: Ai Siqi scrisse il primo attacco contro Yang, al quale contribuì lo stesso Mao assieme a Wang Ruoshui. Dopo il 1976, Yang venne riabilitato assieme al suo concetto del duplice che si unisce nel singolo.
Lenin, nei suoi Quaderni filosofici, scriveva che "La divisione di una singola totalità e la cognizione delle sue parti contraddittorie sono l'essenza della dialettica".
Secondo Mao Zedong, tutto ciò che esiste si divide invariabilmente in coppie e l'universo stesso è in un perpetuo dinamismo. Il continuo processo di divisione del singolo nel duplice due costituisce la storia moderna assieme ai continui sforzi della popolazione e a causa della complessità della società non vi è mai stato un organo dello stato che non abbia mai applicato il concetto dello sdoppiamento dell'uno.
Richard Baum ha posto la controversia nei termini di una moderna teoria dei giochi come un dibattito tra il gioco a somma zero e non zero.
Alain Badiou durante la sua fase maoista utilizzò il principio dell'uno che si divide in due per criticare la filosofia di Gilles Deleuze.